# Równia (szczyt)
Równia (610 m n.p.m.) – niewysoka góra o spłaszczonym wierzchołku w Paśmie Klimczoka i Szyndzielni w Beskidzie Śląskim w Beskidzie Śląskim. Dominuje ona od północy i zachodu nad Bystrą. Stanowi zakończenie ramienia górskiego, które wybiega od Szyndzielni i biegnie w kierunku północno-wschodnim poprzez Kołowrót i Kozią Górę i Siodło pod Równią do Równi. Północny stok Równi opada do Białki, wschodni do Białej, północny do bezimiennego dopływu Białej.
Zarówno północne, jak i południowe stoki góry znajdują się w granicach administracyjnych Bielska-Białej i wchodzą w skład Zespołu Przyrodniczo-Krajobrazowego „Cygański Las”. U wschodnich podnóży Równi wznoszą się zabudowania Specjalistycznego Zespołu Chorób Płuc i Gruźlicy w Bystrej, popularnie nazywanego Sanatorium. Na stoku północno-wschodnim góry znajduje się skocznia narciarska miejscowego klubu LKS „Klimczok”.